# Regimiento de la Real Fuerza Aérea
El Regimiento de la Real Fuerza Aérea Británica (RAF Regt) es parte de la Real Fuerza Aérea Británica y funciona como cuerpo especialista en la defensa de los aeródromos. Se fundó por Royal Warrant en 1942.
El Regimiento de la RAF está entrenado en defensa NRBQ (nuclear, radiological, biológico, y química)  y equipado con vehículos y medidas de detección avanzados. Instructores del Regimiento de la RAF son responsables para entrenar todo el personal de la Real Fuerza Aérea Británica en auto-protección básica como primeros auxilios, el manejo de armas, y habilidades NRBQ.

## Historia
El RAF Regt fue fundado en 1942 durante la Segunda Guerra Mundial, después de la caída de Creta, en la cual paracaidistas alemanes (Fallschirmjaeger) que pertenecieron al Luftwaffe, atacaron aeródromos de la RAF escasamente defendidos. El rey, Jorge VI del Reino Unido, firmó una resolución judicial exigiendo la creación de un cuerpo para la defensa de aeródromos y recursos de la RAF. El resultado, el Regimiento de la RAF, creció rápidamente, y entre unos meses, había más de 85 000 miembros. El Regimiento partecipó en muchas batallas, incluyendo la Campaña de Birmania y la Batalla de Normandía, entre muchos otros.

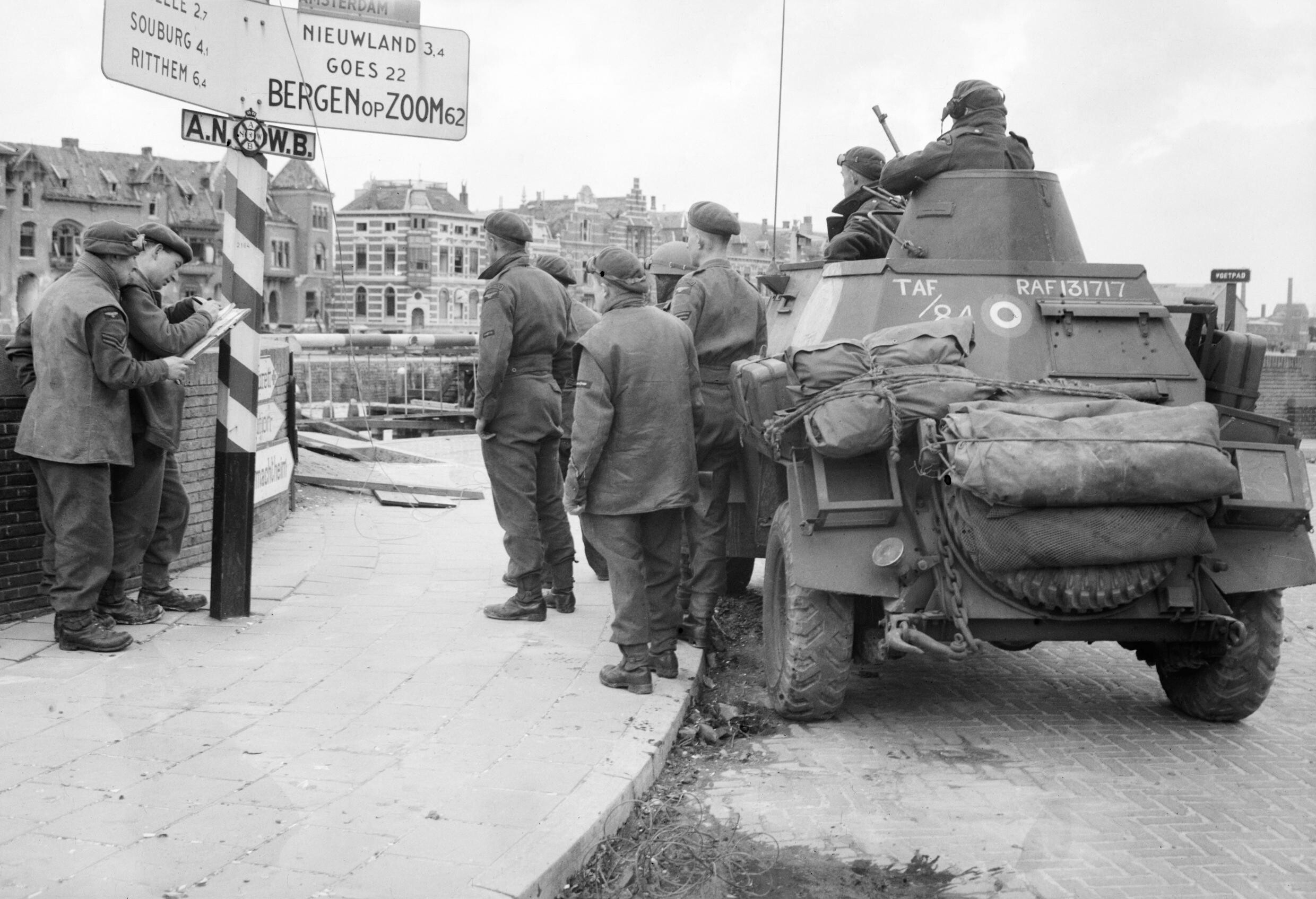
Un vehículo del Regimiento en Middelburg, los Neerlandes, en noviembre de 1944.

En 1945, un oficial del Regimiento, Mark Hobden, fue el hombre que detuvo al Fuhrer, Karl Doenitz.
En los años después de la guerra, el tamaño del Regimiento se disminujo, y actualmente hay solo 2.500 'gunners' (soldados) en el RAF Regt.